# الخلايا اللمفاوية داخل الظهارة
الخلايا اللمفاوية داخل الظهارة (IEL) هي الخلايا اللمفاوية الموجودة في الطبقة الظهارية من بطانة الغشاء المخاطي للثدييات، مثل الجهاز الهضمي (GI) والجهاز التناسلي. ومع ذلك، على عكس الخلايا التائية الأخرى، لا تحتاج الخلايا اللمفاوية داخل الظهارة إلى برمجة. عند مواجهة المستضدات، فإنها تطلق السيتوكينات على الفور وتسبب قتل الخلايا المستهدفة المصابة. في الجهاز الهضمي، تكون مكونات الأنسجة اللمفاوية مرتبطة بالنسيج اللمفاني المرتبط بالمعي (GALT).
الخلايا اللمفاوية داخل الظهارة المعوية هي خلايا فعالة مقاومة طويلة العمر تنتشر على طول الأمعاء بالكامل، حيث تقوم بدوريات في الفراغ بين الخلايا الظهارية المعوية (IEC) والغشاء القاعدي (الفضاء داخل الظهارة). تحتوي ظهارة الأمعاء الدقيقة على ما يقرب من خلية لمفاوية واحدة داخل الظهارة لكل 10 خلايا معوية. نظرًا لتعرضهم المستمر لمولدات المضادات الموجودة في الحاجز المخاطي، فإن لديهم أنماطًا ظاهرية نشطة فريدة من نوعها مفعلة ضد مستضد ويعبرون باستمرار عن (CD103 αE إنتغرين)، والذي يختلف عن الخلايا التائية التقليدية في الأمعاء. الخلايا اللمفاوية داخل الظهارة هي خلايا تائية بشكل أساسي مع خليط من مجموعات فرعية. وهي مقسمة إلى مجموعتين - الخلايا اللمفاوية داخل الظهارة التقليدية وغير التقليدية.
يحتفظ عند الفئران بالمجموعتين بنسب متساوية تقريبًا. أما عند البشر، فغالبية الخلايا اللمفاوية داخل الظهارة هي خلايا ألفا بيتا التائية. 15% من الخلايا اللمفاوية داخل الظهارة هي خلايا غاما دلتا التائية وبالتالي تمثل مكونًا ثانويًا من الخلايا اللمفاوية داخل الظهارة البشرية. ومع ذلك، تزيد الخلايا اللمفاوية داخل الظهارة بشكل كبير في ظل ظروف معينة، مثل مرض الاضطرابات الهضمية.

## النمط الظاهري
غالبية الخلايا اللمفاوية داخل الظهارة (80%) عبارة عن CD3 +، وأكثر من 75% منها تظهر أيضًا CD8. يمكن تقسيم الخلايا اللمفاوية داخل الظهارة إلى مجموعتين فرعيتين رئيسيتين بناءً على تعبير مستقبلات CD8 الخاصة بهم. تظهر مجموعة فرعية واحدة من الخلايا اللمفاوية داخل الظهارة عادةً علامة التنشيط CD8αα وبعض الخلايا اللمفاوية داخل الظهارة تظهر علامة (CD8αβ + CD8αβ يعزز تنشيط TCR، بينما CD8αα يمنع إشارات TCR).
في كل من البشر والفئران، تظهر الخلايا اللمفاوية داخل الظهارة مستويات أعلى من CD103، وعلامة التنشيط CD69، وGranzyme B والحبيبات السمية المتصلبة. يعد تعبير CD25 أقل مقارنة بخلايا الذاكرة التائية المستجيبة.

## CD8αα
يعد ظهور CD8αα علامة نمطية مهمة للخلايا اللمفاوية داخل الظهارة، ولكن ليس كل المجموعات الفرعية للخلايا اللمفاوية داخل الظهارة تظهر هذا الجزيء. CD8αα homodimer هو شكل إسوي بديل لمغير متغاير CD8αβ الكلاسيكي، والذي يظهر على الخلايا التائية CD8  التقليدية. يظهر CD8αα بشكل أساسي بواسطة الخلايا المستجيبة أو الناضجة ذات الخبرة بمستضد في القناة الهضمية. يمكن لهذا الجزيء أن يربط MHC I، ولكن على عكس وظيفة CD8αβ، فإن CD8α يقلل من حساسية TCR تجاه المستضدات. وهكذا، عند التعرف على MHC I، يعمل CD8αα كمثبط للتنشيط.
يمكن لـ CD8αα أيضًا التعرف على مستضد اللوكيميا الصعترية (TL)، وهو جزيء MHC I غير تقليدي يعبر عنه في الغدة الصعترية وفي ظهارة الأمعاء. لا يعمل التفاعل بين  مستضد اللوكيميا الصعترية وCD8αα على هجرة الخلايا اللمفاوية داخل الظهارة إلى الظهارة، ولكنه مهم لتعديل الاستجابة المناعية الخلايا اللمفاوية داخل الظهارة. لقد اقترح أن التفاعل المتبادل بين  مستضد اللوكيميا الصعترية وCD8αα قد ينظم بقاء الخلايا اللمفاوية داخل الظهارة وانتشارها. بشكل أكثر دقة، يمنع  مستضد اللوكيميا الصعترية انتشار الخلايا اللمفاوية داخل الظهارة، عندما يكون هناك تواجد متزامن لتحفيز TCR ضعيف.